# Kanton Perpignan-4
Der Kanton Perpignan-4 ist seit 1973 ein französischer Wahlkreis im Arrondissement Perpignan im Département Pyrénées-Orientales in der Region Okzitanien. Er umfasst den Stadtteil Moulin-à-Vent im Süden von Perpignan mit insgesamt 24.493 Einwohnern (Stand: 2022). Bis zur landesweiten Neuordnung der französischen Kantone im März 2015 besaß der Kanton den INSEE-Code 6621.